# ショムニの登場人物
本記事では、テレビドラマ『ショムニ』の登場人物について解説する。原作・映画版の登場人物については『ショムニ』を参照。

## 満帆商事株式会社
→ ジョージ&スミス 満帆カンパニー → 満帆商事株式会社

### 総務部庶務二課（通称・ショムニ）
原作やドラマのタイトルは「総務部庶務二課」の略称から来ている。地下の旧備品倉庫に社内の落ちこぼれ社員たちが集められた「掃き溜め」的部署。他の部署で役に立たないなどと判断された社員が最終的に左遷される部署であり（役に立たないなどと判断された社員は本来ならば解雇処分となる所だが、満帆商事の場合は役に立たない社員をそう簡単に解雇処分にはできないため、その解雇処分の代わりにショムニへ左遷される決まりとなっている）、普通はこの部署に左遷された社員はほとんどの場合4日で自主退職している（満帆商事のショムニを出たという経歴ではどこの会社にも採用してもらえなくなるため）が状況によっては解雇処分が下り、リストラされることもある（FINALにて新しく満帆の社長に就任した前川は謹厳実直な性格であるため仕事ができない人間を快く思っておらず、そのため社長に就任した当初はショムニのメンバーたち全員を解雇処分にしようと考えていた）。彼女たちの場合、人一倍正義感が強く会社を辞めることはほとんどない。割り当てられている仕事は、蛍光灯やトイレットペーパーの交換、郵便や名刺の配達、社内行事の取り仕切りなどの「雑用」的なもの。FOREVER終了と共に庶務二課は廃止となったが、第4シリーズ第1話でかつての人事部長だった寺崎の進言で大規模な人員整理を敢行するために復活し、それからは再び他の部署で役に立たないなどと判断された社員が解雇処分となる代わりに次々とその庶務二課へ左遷されるようになった。
彼女たちは割り当てられている仕事と、自らの欲望に忠実に行動しているだけで会社そのものに愛着はない。会社の危機を幾度も救っているが、それは自らの欲望を叶えるために動いた副産物。人事部の寺崎と野々村は人件費節約と自らの出世のため、常にこの「ショムニ潰し」（つまり庶務二課を廃止させること）を目論んでいる。また、「ショムニで○番目の席に座る」と記載されているが、これはショムニに左遷されたのが早い順ではなく、男と付き合っていた人数が多い順ということになっている。なお、第4シリーズの「庶務二課」には課長が存在せず、しかも最後まで誰もショムニの正式な課長に就任することは無かったが、同シリーズ第3話にてショムニのメンバーで最年少の円山詩織がショムニの課長代理となった。
第1シリーズからFOREVERにかけて登場したショムニのメンバーたちは全員原作にも登場しているが（ただし、原作では丸橋梅は丸橋由美子、徳永あずさは徳永佳代子、日向リエは日向知世という名前である）、第4シリーズに登場した坪井千夏を除くショムニのメンバーたちは全員ドラマ版のオリジナルキャラクターであり、原作には登場していない。

#### 主人公
坪井千夏（つぼい ちなつ）
演 - 江角マキコ
ショムニで1番目の席、第4シリーズでは2番目の席に座る。ショムニのリーダー的存在。脚立は自分で持つのがモットーのため、蛍光灯交換の際に脚立を担いで歩くのが彼女の役割である。最終学歴は私立大学卒業。
入社当初は宣伝部に配属されていたが、協調性はゼロ。なおかつ、経費を湯水のように使う問題社員だったが、統率力に長けて実力はピカイチでやがて一目置かれるようになった。「頑張っているね、坪井君」と褒めて尻を触った当時の部長にマイク・タイソン張りの鉄拳パンチを喰らわせ、それがきっかけでショムニへ左遷されたが、持ち前の口の悪さと自己中心的な発想でショムニを自分勝手な課に育て上げる（ショムニには自身の直属の上司である井上課長がいるが、その井上課長がショムニの課長でありながらショムニを仕切ろうとはしないためである）。
彼女についての学歴や、プライベートなどについては不明だが、後にショムニに在籍する丸橋梅とは小学校時代からの幼馴染みであり、彼女に「泣き虫チーちゃん」や「ピーピーチーちゃん」などというあだ名を付けられ弱みを握られている。しかし梅は満帆への入社当初は経理課に配属されていたため彼女が満帆にいることには気付かなかったが、梅が後にショムニへ左遷されてきてからはそんな梅が満帆にいることに偶然気付いて彼女と再会を果たし、それ以降は彼女と共にショムニで働くこととなった。また、新潟県柏崎市出身の1971年7月1日生まれであることは明らかにされている。血液型はAB型で肺活量は4200ccなため男並みであり、盲腸と扁桃腺の手術経験もあり、健康診断の前日に酒を飲み過ぎてその健康診断で肝臓の再検査となったこともある。末期アレルギー性鼻炎でもある。小学校時代に遠足で缶コーヒーを飲み過ぎてお腹を壊したことがあり（第4シリーズではコーヒー牛乳に変更されている）、それ以来缶コーヒーは飲まなくなった。
ショムニのメンバーに対しては、自身より年上で満帆での勤務歴が長い徳永あずさに対しても必ず呼び捨てにするが、宮下佳奈にだけは自身より年下の後輩であるのにもかかわらず「佳奈さん」と「さん」付けで呼び、一目置いている。酒の飲み比べは大の得意だが、歌とボウリングは大の苦手。勤務後は毎晩のように飲み歩き、勤務中は二日酔いで体調が悪いが、アフターファイブが近づくに連れ、復活する。「西」が付くタレントや文化が好き。
同期入社である秘書課の杉田美園とは犬猿の仲であり、社内で遭遇する度に嫌味を飛ばし合う関係であった。けれど互いに憎しみ合っている訳ではなく認め合っている所もあるようで何度か杉田のピンチを救ったことがある。
第2シリーズ最終話で満帆の社長となった黒川光とは幼馴染で子分扱いしていた。彼が社長となった時の金庫の暗証番号は千夏の生年月日。
FINAL第1話で大金持ちの御曹司と結婚し、寿退職したかと思われたが、婚約指輪を質屋に入れたことがばれてしまい、すぐに離婚してしまう。FOREVERで佐和子以外のメンバーが退職した後、2003年11月に満帆カンパニーを退職し、佐和子にショムニを預けて行方を眩ませた。
第4シリーズでは、FOREVER終了からしばらく行方を眩ませていた後、旧ショムニメンバーから借金をしてアメリカへ渡り、カジノで儲けようとしたが失敗。その後イタリアの企業家をナンパして愛人契約を結び優雅に過ごすが、企業家の妻にバレてしまい追い出されてしまう。その後は手切れ金で起業するための市場調査を建前にビールを目的にドイツ、ワインを目的にフランス、タコスを目的にメキシコ、トムヤンクンを目的にタイ、ウォッカを目的にロシア、サッカーを目的に南米、ライオンを目的にアフリカと世界を転々と放浪する。最終的にインドでカレーうどんを販売している際に「スミス&マハール社」にスカウトされ入社し、「スミス&マハール社」が満帆商事と合併するのに伴い日本に帰国し、満帆商事に派遣され帰還し経営企画室室長のポストに就く。しかしかつて顔見知りで自身が満帆商事に帰還したことを知った寺崎と前川に遭遇し素性を暴かれたことと業務提携の失敗によりショムニへ左遷され、それを機に再びショムニで働くこととなった。
フォローウィンドエージェンシーによる買収事件が解決した後、インドの大富豪・ハシムに結婚を申し込まれるが、引き続きショムニに残ることを決断し、結婚の話を断る。
ショムニの次期課長の座を狙って日々張り切っており、将来はショムニの課長になるのを夢見ていた。しかしFOREVERにてショムニの井上課長が定年退職した後もショムニの課長にはなれず、その後満帆をやめて行方を眩ませた。そして第4シリーズにて再び満帆に戻って来てからは再びショムニへ異動となり、その際はショムニの課長が不在だったのにも関わらずショムニの課長になる事は一切無かった。
決まり文句は「女の価値は男の数で決まる」。
原作では主人公ではなく脇役となっているが、ショムニのリーダー的存在であることはドラマ版と同じである。

#### 第1シリーズ - FOREVER
なおドラマのストーリー中では、同期入社である塚原と丸橋以外のメンバーの過去の配属先やショムニ送りになった理由などは語られていない。
また、千夏たちはスペシャル2終了後 - 第2シリーズ第1話序盤までメンバーそれぞれ別々のところに出向しており、千夏は漁師、梅はファーストフード店の店員、佐和子は工事現場の交通整理、佳奈は庭師、あずさはゴルフのキャディー、リエはブライダルサロンの相談員になっていた。さらにFINAL最終話では、前川社長の親友で社長代行として登場した富田明と人事部の策略によって一時期他の部署へと人事異動されたこともあり、千夏は秘書課、梅は人事部、佐和子は警備課、佳奈は海外事業部、あずさは食堂、リエは受付嬢、井上課長は営業四課になっていた。
丸橋梅役の宝生舞以外のオリジナルの庶務二課メンバーは第4シリーズ第1話にスペシャルゲストとして登場した。なお、庶務二課メンバーの現在の近況については劇中では語られていない。井上のみ現在の近況について劇中で明かされている。
丸橋梅（まるはし うめ）
演 - 宝生舞
第1シリーズ第3話から登場（同シリーズ第1話から第2話までは本編には登場していないが、オープニングの出演者紹介シーンでは第1話から姿も名前も登場し、エンドロールでも第1話から姿のみ登場していた）。ショムニで5番目の席に座るかなりの頭脳明晰派OL。千夏とは同じ新潟県柏崎市出身であり、小学校時代からの幼馴染みであるため彼女のことをよく知っている。しかし満帆に入社した当初は経理課に所属していたため千夏が満帆にいることには気付かなかったが、後にショムニへ左遷されてから千夏が満帆にいることに偶然気付いて彼女との再会を果たし、それ以降は彼女の下で働くこととなった。総合職。また、佐和子とは同期入社したが、入社した当初はそれぞれ別々の部署に所属していたためお互いの存在を知らなかった（お互いの存在に気付いたのは後にショムニへ左遷された時である）。メンバーの中では特にシリーズ毎に髪型が変わっている。最終学歴は国立大学卒業。
頭脳明晰な一方で運動神経が鈍く、百人一首大会では歌は暗記できたが、思うように札が取れなかったのを千夏から揶揄されている。
満帆への当初は海外事業部への配属を希望し、受けた入社試験は筆記が歴代トップの100点満点だったが、面接は最悪の15点だったため経理課に配属される。そこで自身は海外事業部への配属を狙って緻密な計算を基に「10％経費削減計画」を立てるが、ショムニのメンバーたちによってトイレットペーパーを回収されたことで経費はかさみ、早坂社長は激怒する。結局その計画は失敗に終わり、その責任を取らされる形でショムニへ左遷される。ショムニへ左遷された当初はまだ海外事業部異動に執心していたため、ショムニを嫌っていた。
大学時代には英検1級ほか23種類の資格を取得しており、アラビア語など10か国語をマスターしている。FINALでは15か国語に増えており、16か国語目にインドネシア語を勉強している。さらにFOREVERでは33か国語目をマスターしようとしていた。1度、学んできたアラビア語のおかげで念願の海外事業部に異動したが、自分がしたかった仕事ではないことと千夏の言葉で改心し、異動後2、3日でショムニに自ら戻り、晴れて正式なメンバーとなる。FINALでは佳奈を佳奈さんと呼んだり、あずさに梅と呼ばれていたりとショムニ歴が長くなっている面が強調されている。
上昇志向がかなり強く、将来は満帆初の女性重役になって、満帆商事を超一流の商事会社に育て上げ、雑誌「LIFE」の表紙を飾るのが目標。しかし、2003年9月に退職してからは、外交官、通訳などを経験した後、チャンジェールに移住し、石油会社に就職している。
第4シリーズ第1話でのリエの発言から現在もチャンジェールに住んでいる。今でも石油会社に勤務しているのかは不明。
原作では丸橋由美子という名前であり、それに頭脳明晰だという描写や千夏と幼馴染みだという描写は無い。
塚原佐和子（つかはら さわこ）
演 - 京野ことみ
ショムニで最下位の席に座るパシリOLで処女。最年少。梅とは同期入社したが、入社した当初はそれぞれ別々の部署に所属していたためお互いの存在を知らなかった（お互いの存在に気付いたのは後にショムニへ左遷された時である）。一般職。福島県東白川郡鮫川村出身。最終学歴は短大卒業。
満帆への入社当初は営業三課に配属されていたが、上司との不倫疑惑で、不倫相手の奥さんが会社に乗り込んできて関係が発覚したため、ショムニへ左遷された。
性格は超がつくほど真面目だが、融通が利かないうえにドジで仕事の要領も相当悪い。英語が話せない上何も取り柄がなくて地味で影が薄く存在感がなく、鈍臭い。最もまともな価値観の持ち主で、井上課長と並ぶ無抵抗平和主義者（いわゆる事なかれ主義）。
ショムニへ左遷された当初は千夏たちの欲望や行動をなかなか受け入れられず辞めようと思っていたが、共に行動したり、ショムニでの仕事経験を重ねることで自覚を持ち始め、ショムニで仕事を続けていくことを決意する。右京に想いを寄せており、彼と結婚するのが夢（実際ピアノが弾けなくて家柄が釣り合わなくて分不相応）。
特技は歴代女子プロレスラーのチャンピオンの名前が言えること。
後期のシリーズになって、お互いの呼び方が他のメンバーと同様の呼び方に変わっていった梅と違い、最初から最後までお互いの呼び方が変わらなかった。
FOREVERで退職する右京に告白。塚原の気持ちを嬉しく思うが、財団を立て直すことでいっぱいで交際には至らなかった。その後、ショムニメンバーが次々と退職して井上課長も定年退職するなか仕事をしていたある日、仕事で満帆に訪れた右京と庶務二課で再会して少しは余裕が出来たと食事に誘われる。
原作では自身が主人公となっており、またドラマも塚原目線の語りで始まるため一応主人公である。とはいえ、温和で地味であることはどちらも共通である。
宮下佳奈（みやした かな）
演 - 櫻井淳子
ショムニで2番目の席に座る、社内一の不思議な色気の持ち主で魔性のOL。必殺技は謎の微笑み。入社以前の経歴・学歴は不明。
入社当初は営業部に配属されていたが、配属されるや否や営業部の男性社員全員が彼女の虜になり、彼女をオトすために営業成績で争うようになった。その結果、強引で無理矢理な営業にクレームが続出し、その元凶としてショムニへ左遷された。
庶務二課の中では自身より年上の先輩である千夏やあずさからも「佳奈さん」と「さん」付けで呼ばれ、一目置かれている。入社以来、早坂社長・副社長・川崎専務・鹿島常務・満帆商事会長（早坂社長の父）の10人目の愛人でもあるため、満帆商事重役陣は別名「宮下ブラザーズ」と呼ばれている。会社の合併後に就任した前川社長とも海外で過ごすと（この時に盆踊り大会の件を言い聞かせたらしい）いつの間にか愛人関係になっていた。なお、FINAL最終話時点では最後の一線は越えていない。以上の事情から、会社の裏事情に精通しており、千夏たちにネタに提供している。「〜わ」が口癖。
2003年7月、退職後は化粧品メーカーに転職。独立を目指し、各社重役の間を資金調達に奔走していた。
生年月日は1972年5月10日で、社長室の金庫の暗証番号になっている。
徳永あずさ（とくなが あずさ）
演 - 戸田恵子
ショムニで3番目の席に座る、情報通・仕切り屋のOL。ショムニのOLたちの中では最年長であり、満帆での勤務歴が千夏らよりも長いが、千夏からは「徳永」と呼び捨てにされている（自身がショムニへ左遷されたのは千夏より後からである）。最終学歴は専門学校卒業。
入社当初は経理課に配属されていたが、趣味と実益を兼ねた株式売買で会社の持ち株を勝手に売買したため、ショムニへ左遷された。本来なら懲戒解雇なのだが、取引の結果会社は大儲けしたのでショムニ送りだけで済んだ。
趣味は貯蓄で、仕事中にも財テクに精を出し、金にがめつい。昼休みの会議室では女性社員に対し「会員制ブランド品オークション」を開催している。ショムニ内に話題を持ち込み、それが騒動に発展することも多い。
仕切りたがり屋で目立ちたがりの性分のため、社内でのイベントのアナウンスおよび進行役に徹することが多い。かつてチアガールをしていたらしい。スペシャル1で、元アイドルだったことが判明。
第1シリーズでは独身だったが、スペシャル1で結婚。以降は唯一の既婚者となった。夫の赤瀬川友彦は年下でネット上の貸金庫同好会で出会う。初めて顔を合わせた時に結婚を申し込まれるが、早坂社長夫婦の甥である彼には相手が決まっていたので妻のサユリは猛反対。だが危険を省みず赤瀬川の所に行くあずさを見て2人の仲を認めて仲人を申し出た。「ダーリン」「ハニー」と呼び合って、人目をはばからないラブラブさだが、FINAL第8話では赤瀬川がロンドンへの派遣行きが決まったことが原因で離婚危機に至る。けれど赤瀬川が彼女を人一倍愛しているということが分かり、離婚は免れた。その後FOREVERで妊娠9か月であることがわかり、後に無事出産。2003年3月、退職後は専業主婦となり、株式運用や娘の英才教育に多忙な日々を送っている。
原作では徳永佳代子という名前であり、おしゃべりでウソつきな人物として描かれており、言葉は関西弁である。
日向リエ（ひむかい りえ）
演 - 高橋由美子
ショムニで4番目の席に座る、占い師のOL。メンバーの中で唯一、副業を持っている。両親と祖母は自営業。最終学歴は高卒。
入社当初は人事部に配属されていたが、社員名簿を作成している時に名簿に名前が出ている社員の運命が見え、それを口にした。すると、それが全て的中し社内中がパニックになり、見かねた人事部長によりショムニへ左遷される。
無愛想で無口で暗い雰囲気だが、ショムニ内での貴重なツッコミ役。また優れた占いの能力を持っている。金属類は霊力が低下するため触らない。占い方法は水晶とタロット。予知もできるので、百人一首大会では読み上げられる前に札を取る圧倒的な強さを見せた。子供の頃のあだ名は「占いさん」。
副業として夜は丸の内にてクリスティーヌ日向という名で占い師をしていて、よく当たると評判である。予言でショムニを救ったことも度々（ただし、その予言には相当の体力を消耗するため、連続してやり過ぎると倒れてしまう）。口癖は「それもまた運命です」「運命には従うべきです」である。2003年5月、退職後は占い業の傍ら、占い未来日記の執筆を続けている。
2005年放送の高橋由美子主演のドラマ軽井沢ミステリー第7作「巣づくり」の中で、著名な占い師として雑誌に取り上げられているというシーンがある。
原作では日向知世という名前であり、一言多い人物として描かれており、占い師の副業まで持っているという描写は無い。
井上洸二（いのうえ こうじ）
演 - 森本レオ
庶務二課長。
ショムニの最高責任者であって千夏らの直属の上司ではあるが、とても気が弱くてどんな部下が相手でも一切威厳を見せないほどの温和な性格であり、塚原と並ぶ無抵抗平和主義者（塚原とは馬が合う）。しかし存在感はあまり無く、仕事内容もショムニの自分のデスクで飼っている猫の世話をしているのがほとんど（社内で内緒にしていたがバレていた）であり、自身の部署であるショムニを仕切ろうとはしない（その代わりにショムニは全て自身の部下であるはずの千夏が仕切っており、FINALにて新しく社長となった前川からは人の上に立つ資格など無い最低な人間だと冷たくあしらわれた）。時々発言しても徳永の声に遮られて聞こえない。何の意味も無しに毎日朝8時に出勤しては夜8時に退勤するため、8時の男と言われる（FINAL第2話にて判明する）。ショムニでは事実上の最年長であり、満帆での勤務歴は部下の千夏らよりも長い。
既婚者であり娘（第2シリーズ第11話にて登場）が1人いるが、家庭での存在感も薄い。恐妻家であるため妻にも頭が上がらず（妻は全シリーズを通して一度も登場していないが、妻はとても気が強くてしっかりしているため自身とは正反対である）、娘の前でも威厳を一切見せないとても温和で優しい父親であるため娘から慕われており、第2シリーズ第11話にて休日出勤した際には娘が自身に会いに会社までやってきた（しかし娘は妻に性格がよく似てとても気が強くてしっかりしている）。パソコンやインターネットなど、IT関係の知識は皆無に等しい。
基本的に人事部には言葉巧みに利用されている。一方、悪質かつ幼稚な方法でショムニを貶めようとして失敗し、早坂社長に断罪されそうになった寺崎と野々村をかばう代わりにショムニを潰さないように取引をしたこともある。
趣味は将棋であり、第2シリーズ第11話では社員全員で休日出勤した際に自身と同様に将棋が趣味の早坂社長とショムニで将棋を指していた。
仕事ができなくて役に立たないため1度はリストラされたが、千夏たちの策略によって助けられ、晴れて復職。しかしFINALにて新しく満帆の社長になった前川からは人の上に立つ資格など無い最低な人間だと冷たくあしらわれ、ショムニのメンバーたちと共に解雇処分にされかけるが、自身が夜8時まで会社に残って前川に手助けをしたのをきっかけに信頼されて解雇処分にされずに済んだ。その後定年までずっと満帆に勤め続け、FOREVERにて満帆を定年退職した。
第4シリーズ第1話では満帆に再雇用されて警備課に配属されており、その際に復活したショムニへ異動となった円山詩織をショムニまで案内した。しかし自分がかつて定年まで満帆に勤めてショムニの課長をしていたということは言及せず、かつて自身の部下であった千夏らと再会することも無かった。円山のことは棒高跳びの選手だった頃から知っており、彼女の大ファンだったと語った。夜8時まで会社に残っている所は現役時代と変わっておらず、そのため夜の社内パトロールでショムニを訪れた際には、かつて自分が使っていたデスクの上に円山が提出した退職願いを偶然発見し、それを自分の帽子の中に隠してショムニから去っていった（それがきっかけでもあって円山は退職するのを諦めた）。
満帆商事には若い頃からずっと勤務しており、満帆にショムニが出来てからはまず最初にそのショムニへ異動となり、それからショムニの課長になった。
原作では会社で猫を飼っているという描写は無いが、とても気が弱くて仕事ができないのはドラマ版と同じであり、そのため自身の部下であるはずの千夏らにいつもいじめられている。

#### 第4シリーズ
第4シリーズからはキャストを一新する。庶務二課に配属された当初はそれぞれ退職を考えていたが、シロクマ急便配達員・速水君の存在もあり、会社を辞めることを思いとどまる。同シリーズではショムニに課長が存在せず、そのため一番前にある課長の席だけいつも空席となっているが、第6話にて営業推進部から一時ショムニへ左遷された梶山太一が課長の席に座っていた。
最終話では満帆商事の買収を企む剣崎昴平の策略によって満帆商事がフォローウィンドーエージェンシーに買収された際、関連会社の「満帆食品」内の豆腐二課（通称・トフニ）に出向させられていた。
三波まどか（みなみ まどか）
演 - ベッキー
ショムニで5番目の席に座る、頭脳明晰のOL。メンバーで唯一、ショムニに異動する前の所属していた部署とショムニに異動になった原因は不明。当初はショムニへ左遷されたことで退職しようと考えていたが、表向きにはWi-Fiの入りが良いという理由で会社に残る。デスクにはパソコンを3台常備している。実はマサチューセッツ工科大学卒業の才女。ノートパソコンを常に持ち歩いており、ネットを活用して各分野の情報に精通しており、千夏らにその情報を提供している。
本人曰く「恋は愚かな人間のシステムエラー」と豪語しているが、第2話で大学の先輩・酒巻と運命的な再会をしたことから、長年彼に片思いしていたことが明らかになる。好きな人に影響されやすい性格なのか、酒巻も好きな野球観戦を趣味としていた。酒巻のユーザーを見下すような本心を知り、「素敵なシステムエラーをありがとうございました」と笑顔で告げて彼への思いを吹っ切った。その後は、他のショムニメンバーとともに積極的に合コンに参加している。クールな性格とは裏腹に酒癖が悪いらしい。
円山詩織（まるやま しおり）
演 - 本田翼
ショムニで最下位の席に座る、元棒高跳び選手のOLで処女。最高記録は4m21で、オリンピック出場すら期待されるほどの技量を買われて満帆商事に入社するも、怪我で引退を余儀なくされ、さらに所属していた満帆陸上部も廃部になったことで、名目上所属していた業務部だけでなく社内全体での居場所を失ってしまい、自殺を考えるほどに追い詰められていた。陸上以外で何の取り柄もなかったため、ショムニへ左遷される。当初は退職を考えていたが、千夏や旧ショムニメンバー、警備員でショムニの元課長の井上との関わりと棒高跳びに再び失敗したことで会社を辞めることを思いとどまる（会社を辞めるために退職願いをショムニの課長のデスクに一応提出したが、再雇用されて警備課に配属されたショムニの元課長の井上が夜の社内パトロールでショムニを訪れた際にそれを発見して自分の帽子の中に隠してショムニを去って行ったため、それがきっかけで退職願いが無くなっていたからでもある）。次期課長が決まるまでの間、休暇届に判を押すための名目上の「課長代理」に就任する。
天然な性格で何にでも頑張ろうとする努力家だが、空回りして頑張りすぎてしまう。デジカメで何でも記録を取りたがる。
左門に好意を抱いており、何か月も説得し接待をしてきた先方先との事業企画が中止になり落ち込んだ左門にメンタルケア検診を勧めたり、半ば強制的に婚活サイトに登録させられた左門を見て、自らも婚活サイトに登録し、左門と相性がいいという診断が出て喜んだり、模擬結婚式で新郎役の左門に新婦役に指名されたにもかかわらず前川社長によるゴリ押しで新婦役が変わってしまっても、気にすることなく準備を進めたりするなど、彼を一途に想い続けてきた。フォローウィンドエージェンシーの傘下になってしまった満帆商事を取り返すべく左門を説得した際に告白し、一緒に東京スカイツリーに行きたいと話す。しかし左門が自分は高所恐怖症であることを告白したため、想いは届かず恋は終わりかと思われたが、フォローウィンドエージェンシーによる買収事件が解決した後、左門が高所恐怖症を克服すべく脚立に乗っている彼の姿を見て、喜んでいた。
安倍麗子（あべ れいこ）
演 - 安藤サクラ
ショムニで4番目の席に座る、鬼門を語るOL。
元広報課所属。社内報に予言めいた記事を掲載、そのほとんどが実際に起こったため、一時「満帆の恐怖新聞」と恐れられ、部署内で不吉な女として言われショムニへ左遷される。
まったく気配を感じさせず、常に人の背後に立って社内の噂を仕入れてくる。その気配の無さは度々騒動を解決する際に発揮される。
休暇には滝行を行うなど、修行を趣味としている。私服は主にTシャツにズボンなど、メンバーの中では最もラフ。
「縁起がいいから」と、自宅では大量の亀を飼っている。
小島美鈴（こじま みすず）
演 - 森カンナ
ショムニで1番目の席に座る、魔性系OL。
元秘書課所属で各部署の有望な社員を誑し込んで骨抜きにし、熱を上げた社員同士で殴り合いのケンカに発展し、その騒動の張本人としてショムニへ左遷される。今まで付き合った男の数は千夏が驚愕するほどである。
熱しやすく冷めやすい性格で、尋常ではなくモテるが、一緒にいる男性は毎回違う。
いわゆる「遊び好き」と思われがちだが、付き合う男性全員に平等に愛情を注ぎ愛している。付き合う男性全員の考えていることに心から共感し、素直で、ある意味器用。
福田益代（ふくだ ますよ）
演 - 堀内敬子
ショムニで3番目の席に座る、健康オタクのOL。
元営業部所属。勝手に入荷した健康器具を顧客に売りつけたり、業務中に行う様々なダイエット体操が煩わしいと問題になりショムニへ左遷された。ショムニ異動後もロングブレスダイエットや漢方薬など、ありとあらゆる健康法を実践している模様。
プライベートでは年下で高収入なイケメンを狙って日々合コンに明け暮れている。なお、年齢の話題はNGである。
お喋りな性格で、ついつい人の会話に入って口を挿んでしまう。目立ちたがり屋で仕切りたがり。

### 秘書課
千夏のライバル・杉田美園が所属する部署。社内一セクハラが多い部署。人事部の次の庶務二課の天敵の一人。こちらは庶務二課と異なり、メンバーは4人しかいない。FINALから美園を除いてメンバーが一新された。また、第4シリーズ第1話序盤までは小島美鈴がこの部署に所属していた。
第1シリーズ - FOREVER
杉田美園（すぎた みその）
演 - 戸田菜穂
秘書課のリーダー的存在。秘書課のメンバーの中では最年長でもあるお局。
結婚して寿退職するのが夢であり、佐和子と同様、自身も右京に好意を寄せている。千夏とは同期入社で、同時に犬猿の仲でもある。毎回ショムニの面々と遭遇した際に「あ〜ら、ショムニのみなさん」と嫌味ったらしく言うのが定番。社内で千夏と遭遇する度に嫌味を飛ばしあっているが、自分がピンチの際には千夏に助けられたこともあった。他のショムニメンバーによると、本当に憎しみ合っているわけではないと話す。また千夏のように早坂や前川などの重役や寺崎に反抗することは少ないが、女性蔑視の言動には不快感を露にしている。そのため、ショムニメンバーが行動を起こした時には清々した顔をしていることもある。
庶務二課に出向していた時はショムニの仕事はせず、海外事業部の仕事を手伝うも大きなミスを犯してしまう。しかし、千夏たちのおかげで事なきを得て秘書課に復帰した。その後に嫌がってしなかったショムニの仕事を自分から一度だけした。
FOREVERでは右京が退職したことで右京への片想いを諦め、数年後に総資産額50億円の御曹司と結婚して寿退職した。
持論は「女の価値は男の総資産額で決まる」。
第1シリーズ - 第2シリーズ
水落聡美（みずおち さとみ）
演 - 北原一咲
吉田瞳（よしだ ひとみ）
演 - 田辺綾子
香川茜（かがわ あかね）
演 - 小林瑞貴
上記3名は秘書課のメンバー。庶務二課の梅と佐和子とは同期入社で、全員美園のことを尊敬している。FINAL以降は登場していない。別の部署へ異動したのか結婚して寿退職したのか、詳細は不明。
FINAL - FOREVER
島倉若菜（しまくら わかな）
演 - 北川弘美
中山皐月（なかやま さつき）
演 - 星野有香
上村麗香（かみむら れいか）
演 - 滝沢沙織（FINALのみ）
上記3名は水落、吉田、香川に代わって登場した新たな秘書課のメンバー。美園が寿退職した後も秘書課に残っている。

### 警備課
経済学の勉強をする頭でっかちな社員である神谷真太郎が所属する部署。主に社内警備や重役や来客などの警護をする仕事だが、神谷だけはショムニに救われたことでショムニの面々を尊敬するようになり、彼女らのサポートをしている。また、第4シリーズ第1話ではかつてショムニの課長だった井上が満帆に再雇用されてこの部署に配属されていた（しかし井上が同シリーズに登場したのは第1話のみであり、第2話以降は登場していない）。
第2シリーズ - FOREVER
神谷真太郎（かみや しんたろう）
演 - 沢村一樹
2つの大学を卒業した後、大学院で経済学を専攻し、入社後は海外事業部に配属された。常に真面目で社員としては有能だが、頭でっかちで融通が利かない所がある。社内合理化のプログラムを作成したが、実は人事部の寺崎と野々村に利用されており、後に2人にそのプログラムを悪用されてしまう。当初は退職を考えるも、ショムニの面々によって退職を思いとどまり、その後自分の意思で警備課へ異動した。異動した後も世界の経済状況などの勉強は続けており、FINAL第9話ではその知識が認められて海外事業部に戻されるも、自らの希望と前川社長を救ったことで再び警備課に戻った。自分のピンチをショムニの面々に救われて以来、彼女たちを尊敬するようになり、ショムニの面々をサポートしている。
山形県出身で、興奮すると山形弁が口に出る。

### 重役
早坂光宗を筆頭とする満帆商事を支える幹部たち。また、佳奈と愛人関係になっており、別名「宮下ブラザーズ」とも呼ばれる。満帆商事が不況に陥るたびにショムニの面々や右京に救われ、彼女らを信頼するようになる。FINAL第1話でリストラ計画の失敗により、社員の大量解雇の撤回と同時に早坂らが辞任。「ジョージ&スミス社」に吸収合併され、同社社長の前川進が後任の社長に就任し、社名もジョージ&スミス 満帆カンパニーに変わった。
第1シリーズ - FOREVER
早坂光宗（はやさか みつむね）
演 - 久保晶
代表取締役社長。佳奈の虜で愛人の1人。妻の早坂サユリの尻に敷かれる恐妻家。スペシャル1に登場する妻の早坂サユリは「影の役員会」といわれる「満帆奥様会」の代表を務めている。
普段はどんな社員が相手でも威厳を一切見せないとても温和な性格だが、時には厳しい態度も見せる。ショムニや右京の良き理解者であり、満帆商事が倒産や買収の危機などで不況に陥るとショムニの面々や右京に助けられており、それがきっかけでショムニの面々や右京を信頼している。また、甥の赤瀬川友彦の手腕に期待しており、将来、満帆商事を継がせたいと考えている。赤瀬川とあずさの結婚後はあずさの舅にもなる。カリスマ性には乏しく今までに二度社員の反乱に遭っており、その度にショムニ以下社員たちの条件を呑まされている。満帆には自身の代にてショムニを立ち上げ、そのため本来なら解雇処分せざるを得ない社員を解雇処分の代わりにそのショムニへ左遷するという方針とした。
かつては自身の父が満帆商事の社長を務めており、父が満帆の社長を退いて会長となってからは自身が満帆の社長に就任した。父は第1シリーズ第6話にて亡くなり、葬式は満帆にて社葬で行った。
趣味は将棋であり、第2シリーズ第11話では社員全員で休日出勤した際にショムニで自身と同様に将棋が趣味の井上課長と将棋を打っていた。
FINAL第1話で、満帆商事が再び不況に陥っていたことや外資系に身売りされそうになったことからリストラ計画を断行するが、千夏の発言に何も言えず、200通の辞表とリストラ計画を撤回し、川崎専務・鹿島常務と共に責任を取るため辞任した。
社長辞任後はしばらく登場していなかったが、FINAL最終話で久々に登場し、ショムニの面々と再会した。現在は屋台を営んでおり、第2シリーズの第7話で出てきた「佳奈我が愛」と書かれた掛け軸を飾っている。今でもショムニの良き理解者としてショムニの面々を信頼しており、彼女たちの活躍を影から見守っている。
第1シリーズ - FINAL第1話
川崎専務（かわさき せんむ）
演 - 山崎満
専務。佳奈の虜で愛人の1人。下の名前は不明。佳奈以外のショムニの面々には冷たい。専務辞任後の動向は不明。
鹿島安義（かげしま やすよし）
演 - 須永慶
常務。佳奈の虜で愛人の1人。佳奈以外のショムニの面々には冷たい。川崎専務と同じく常務辞任後の動向は不明。
FINAL - 第4シリーズ
前川進（まえかわ すすむ）
演 - 升毅
「ジョージ&スミス社」代表取締役社長。満帆商事を買収し吸収合併させ、早坂から社長職を譲り受けた。そのため、満帆商事が「ジョージ&スミス社」に吸収合併されたことで、会社名が「満帆商事株式会社」から「ジョージ&スミス 満帆カンパニー」になり、ジョージ&スミス 満帆カンパニー代表取締役社長となった。
前任の早坂社長とは違ってクールで謹厳実直で筋の通った性格（その反面マザコンであり、第4シリーズ第2話でそのことが判明）であり、そのため社長に就任した当初は全仕事を1人で取り仕切ろうとして約束の場所と時間を記したFAXを見落としてしまう。その後まだ満帆カンパニーに残っていたショムニの井上課長に助けられ、以後は社員を頼るようになった。けれど、盆踊り大会を経費の無駄と許可を出さなかったり（結局は佳奈に負けたが）、大学時代からの親友の富田の策略で満帆カンパニー存続の危機に陥ると、彼に濡れ衣を着せられた者たちを信用しないと社員たちと距離を置いていた。何度も助けられた経緯から富田を信頼していたが、ついに疑いを持ちショムニの面々に説かれて計画に乗る。神谷・右京・美園・寺崎たちの協力もあって無事社長職にとどまる。社員と一線を画し、会社を導いていくのが社長の仕事という考えを改めて、一緒に歩んでいける会社を作りたいと述べた。
先述のようにとても謹厳実直な性格であるため仕事ができない人間を快く思っておらず、そのため社長に就任した当初はショムニのメンバーたち全員を解雇処分にしようと考えていたほどである。しかし、夜8時まで会社に残っていたショムニの井上課長に助けられてからは社員を頼るようになり、それを機にショムニのメンバーたち全員の解雇処分も見送りにした。ショムニの井上課長に対しては人の上に立つ資格など無い最低な人間だと冷たくあしらっていたが、井上課長に助けられたことをきっかけに彼のことをも信頼して定年まで満帆に勤務するのを許し、FOREVERにて定年退職した後の井上をまた満帆に再雇用し、その際には警備課に配属した。
大の猫嫌いでもあるため猫を自分の慰めにするような人も快く思っておらず、そういう人は大抵仕事ができない無能な人間だと批判し、社内で猫を飼っているショムニの井上課長には猫は処分しろと要求までした。
ショムニは自身が満帆の社長に就任した翌年の2003年に廃止とするが、その10年後の2013年にかつて人事部長だった寺崎の進言で再び立ち上げ、それからは本来なら解雇処分にせざるを得ない社員を解雇処分の代わりにショムニへ左遷するという方針に再び切り替えた。
会社名が「ジョージ&スミス 満帆カンパニー」から「満帆商事株式会社」に戻ってからも引き続き代表取締役社長を務めている。FOREVERまでの登場人物の中で千夏を除いて唯一第4シリーズに引き続き、レギュラーで登場している人物である。第4シリーズ第4話に登場した甥の錦山博之はIT事業部に所属しており、同部署の課長を務めている。
第4シリーズではかつて満帆のショムニに勤務していた坪井千夏が再び満帆に戻ってきたことを彼女の履歴書を見て知って唖然とし、彼女の任命式を直ちに中止しようとして会場へ向かおうとしたが、途中で廊下にて偶然彼女とはち合わせて他の社員たちと共に転び、それから彼女をショムニへ左遷した。
第4シリーズ
専務
演 - 児玉頼信
小島美鈴と付き合っていたことがあり、彼女からはたっくんと呼ばれている。本名は明かされていない。
常務
演 - 平河知宏
専務と同じく名前は明かされておらず、出番も非常に少ない。
秘書
演 - 丸岡真由子
前川社長の秘書。

### 人事部
秘書課に次ぐ庶務二課の天敵の一角で、「ショムニ潰し」を目論む部署。ただ、目論んでいるのは部長と以下の社員だけである。庶務二課を廃止させることと人件費節約と出世することが目的で、その野望を実現するために毎回ショムニ解体の陰謀をめぐらしたり、ショムニ潰しの作戦を立案・実行したりしているが、その度にショムニの面々に野望を阻止されてしまい、ほとんど失敗続きしている。FINAL第1話では野々村が海外赴任で本社を離れた（理由は野々村の項を参照）ため、海外事業部の岡野が寺崎によって人事部に異動してくる。
第1シリーズ - FOREVER
寺崎寅男（てらさき とらお）
演 - 高橋克実
人事部長。自身の出世のため、毎回ショムニ解体の陰謀をめぐらすが、うまくいった例はなく、ほとんど失敗ばかりである。常に威張っているが、人望は全く皆無で、ショムニどころか他の社員からも馬鹿にされている。さらに私生活ではバツイチで子供はいない。かつては海外事業部に所属していたが、上司に盾突いたため、自らの意思で人事部に異動した。部下である野々村共々、作中におけるコミックリリーフ的なキャラクター。ショムニを潰し、かつ自分たちの利益を上乗せする陰謀を張り巡らすことも多いため、社員全員を敵に回すことも少なくない。
第4シリーズでは既に人事部長を退いていたが、第1話のみスペシャルゲストとして登場し、大規模な人員整理を実行するために廃止されていた庶務二課を復活させ、星野と下落合に助言を与えて実行させた結果、大量の退職者を出すことに成功する。さらにはかつて満帆のショムニに勤務していた坪井千夏が再び満帆に戻ってきたことを彼女の履歴書を偶然見て知って唖然とし、あの女を満帆に入れてはいかんと言って星野と下落合と共に任命式の会場へ向かおうとしたが、その途中で廊下にて彼女と偶然はち合わせて他の社員たちと共に転び、その後彼女はショムニへ左遷された。千夏を含めショムニのメンバーたち6人を解雇してショムニを始末しようとするが、彼女らが会社を辞めることを思いとどまったことや復活した千夏の存在もあり、またしても結局失敗する。失敗後、星野と下落合にショムニは手強いことを教え、ショムニ解体を託した。現在の近況については旧ショムニメンバー同様劇中では語られていない。
第1シリーズ - 第2シリーズ
野々村課長（ののむら かちょう）
演 - 伊藤俊人
人事部課長で寺崎の腰巾着。自らの出世のために寺崎と共にショムニ解体の陰謀をめぐらす。若くして人事部の課長となり、次期人事部長の座を狙って寺崎と共にショムニをつぶそうと必死になっていたが、FINALにて海外赴任となって長らく日本を離れることとなり、そのため寺崎が人事部長を退いても人事部長に昇進できなかった。
スペシャル1で、かつて「おワン子クラブ」の人気メンバー徳永桃子のファンだったことが判明。
イメクラに嵌り、カリナという女性に入れ込んでいる。
FINALにも引き続き出演が決まっていた伊藤俊人が撮影開始直前の2002年5月24日に急死したため代役を立てることができず、海外赴任中という設定に急遽変更された。これにより、野々村の役回りは岡野が兼ねることとなった。
下の名前は明かされていない。
第4シリーズ
過去に満帆商事に勤めていた寺崎のアドバイス通りに解雇したい社員を庶務二課へ異動させたところ、大量の退職者を出すことに成功した。だが、千夏を含む6名の解雇に失敗する。満帆商事がフォローウィンドーエージェンシーに買収された際には関連会社の「満帆燃料」（ガソリンスタンド勤務）に出向させられていた。
星野ケンジ（ほしの ケンジ）
演 - 安田顕
人事部長。復活したショムニを廃止させるための陰謀をめぐらすことは寺崎と同様だが、勤務態度の傲慢さが寺崎以上に酷く、身勝手な言動を言ったり、勤務中に会社のパソコンから閲覧していたアダルトサイトが原因でスパイウェアを侵入させ、社内ネットワークを壊してしまったり、社内のソフトウェアで社員が勤務中閲覧しているサイトを監視したりとかなり悪趣味な一面を持つ。そのことで下落合からは不信感を買われている。制服マニアで、ショムニの制服を復活させたのは自身の趣味であるという噂もある。
下落合耕一（しもおちあい こういち）
演 - 鈴木浩介
星野の側近を務める直近の部下。星野にゴマをすりつつ、共にショムニ解体の陰謀をめぐらしているが、これまで（寺崎と野々村→岡野の関係）と異なり星野の傲慢かつ身勝手な言動に小言を言うなど多少なりとも不信感を持っており、関係は必ずしも良好なわけではない。かつての人事部長であった寺崎からはよく名前を間違えられている。

### 海外事業部
エリート社員・右京友弘が所属していた部署。ここに所属する社員のほとんどは皆優秀なエリート社員である。ショムニと同様に会社の危機を救うことが多く、その上その実績が表立っているため、満帆商事を狙う存在からは真っ先にターゲットにされやすい。かつては寺崎が所属していた部署でもあり（第2シリーズ第1話で一時異動）、元々は海外事業部を希望していた丸橋梅も第1シリーズ第11話で一時異動しているが、すぐに自分の意思でショムニに戻っている。当初は海外事業部だった岡野もFINAL第1話で人事部に異動し、入社当初ここに所属していた神谷真太郎もFINAL第9話で一時異動しているが、こちらもすぐに警備課に戻っている。第4シリーズでは経営企画室やIT事業部に遅れをとってしまっている。
第1シリーズ - FOREVER
右京友弘（うきょう ともひろ）
演 - 石黒賢
大財閥「右京財団」の御曹司という超エリートで、美園や佐和子など、女性社員の憧れの的である。東京大学法学部、ニューヨーク市立大学大学院センター卒業。東銀座出身。
ショムニと同様、満帆商事が不況に陥ると自らの腕で会社を救っており、そのことがきっかけで上司たちや早坂社長から信頼を得ている。前川社長からは当初はなかなか受け入れてもらえなかったが、次第に認められていく。自分がピンチに陥るとショムニの面々に救われたこともあり、不況の状況によっては、ショムニと手を組むこともある。千夏とは逆に「東」が付くタレントや文化人が好きである。FOREVERで実家の財団を再建するために満帆カンパニーを退職。退職から数年後に佐和子を迎えにやって来て、彼女との関係を深めていった。現在は独立して「右京カンパニー」を設立し、同社の社長を務めている。
8月生まれで血液型はAB型であり、盲腸と扁桃腺の手術経験がある。
第4シリーズ第1話には昔の写真のみが登場し、最終話にゲストとして再び登場した。
三田村英二（みたむら えいじ）
演 - 相島一之
妻子あり。佳奈の虜で彼女の誕生日にはお祝いを欠かさず、「佳奈さんの言う通りです」と言って意見に従ってしまうが、佳奈以外のショムニの面々には冷たい。
仕事振りは真面目で優秀。右京の先輩かつ上司でもあり、仕事では右京と組むことが多い。
円谷平吉（つぶらや へいきち）
演 - 市川勇
海外事業部長。一男一女あり。基本的にショムニの面々には冷たい。右京に絶大なる信頼を寄せているため、右京がピンチに陥ると自分までパニックになってしまう。
第1シリーズ - スペシャル第2弾
秋本譲（あきもと ゆずる）
演 - 橋爪浩一
小堺啓介（こさかい けいすけ）
演 - 衣笠友章
第2シリーズ - FOREVER
岡野玄蔵（おかの けんぞう）
演 - 正名僕蔵
仕事では役立たずで一言多いが、ボウリングだけはプロ並みに上手い男。仕事ができなくて役に立たない場合は本来ならショムニへ左遷されるか解雇処分になって当然だが、自身の場合は仕事ができなくて役に立たないにもかかわらずショムニへ左遷されることも解雇処分になることも無かった。FINAL第1話で野々村課長の海外赴任中に伴い、寺崎の手によって人事部に異動する。野々村に代わって寺崎と共に行動し、ショムニ解体の陰謀をめぐらす。しかし人事部の課長には就任していない。
大の猫好きであるためFINAL第2話にて前川社長との朝食ミーティングの際にレストランで猫を見て喜ぶが、前川社長が猫は嫌いだと発言したため自分も猫は嫌いだと嘘の発言をした。
FINAL - FOREVER
中林誠（なかばやし まこと）
演 - 櫻庭博道
第4シリーズ
左門大介（さもん だいすけ）
演 - 三浦翔平
満帆商事の恋人にしたいランキングでは4年連続トップの社員で、かつては花形だった海外事業部を盛り上げるべく頑張る若手のエリートイケメン。壇上みき率いる経営企画室に対抗心を燃やす。
当初はショムニを見下すような態度をとっていたが、メンタルヘルス検診を勧められたり、婚活サイトでマッチングされたり、模擬結婚式の相手となったことなどを通じて、徐々にショムニを理解するようになり、さらに次第に詩織に惹かれていく。実は高所恐怖症であるが、フォローウィンドエージェンシーによる買収事件が解決した後は、詩織と東京スカイツリーに上るために克服する決意をした。
三次章治（みよし しょうじ）
演 - 小松和重
波田雄二（はだ ゆうじ）
演 - 隈部洋平
増口秀樹（ますぐち ひでき）
演 - 難波圭一
海外事業部長。バツイチ。

### 経営企画室
第4シリーズから秘書課に替わって新たに千夏と敵対する存在。満帆商事と新しく合併した食品商社「スミス&マハール社」から千夏とともに派遣されてきた社員。満帆商事がフォローウィンドエージェンシーに買収された際にはショムニへの異動命令が下り、自身たちが散々蔑んでいた部署に飛ばされる。
壇上みき（だんじょう みき）
演 - 片瀬那奈
経営企画室室長。経営企画室のメンバーの中では最年長でもあるお局。元々は室長のポストに就いた千夏の部下だったが、彼女がショムニに異動した際に後任の室長に昇進した。
美貌と知性も兼ね備えているが婚期を逃した上若さを失い、「ゴージャスな休日」と称して、ひとり牛丼屋でビールに牛丼つゆだく、牛皿を食べる孤独な休日を過ごしている。毎回ショムニの面々と会うときは「これはこれはショムニのみなさん」と嫌味ったらしく言うのが定番。また、上記の通りショムニに異動した際にも同じことを言って、千夏に「ショムニのみなさんはあんたたちだよ」と訂正されていた。
三田茜（みた あかね）
演 - 泉里香
柏木アオバ（かしわぎ アオバ）
演 - 高田有紗
恩田ゆず（おんだ ゆず）
演 - 東野佑美
上記3名は経営企画室のメンバー。壇上に比べたら若くてピチピチ。

### 社員
受付嬢
演 - 齊木由香、畑中映里佳（現・中江里香）（FINAL・FOREVER） / 菅沢こゆき、市成みゆき（第4シリーズ）
第4シリーズ
舞子
演 - 上地春奈
しん
演 - 植木夏十
薫
演 - 田島ゆみか
上記3名は満帆商事の女子社員。女子トイレで化粧直しをしながら何かと社内の噂話で盛り上がっている。満帆商事がフォローウィンドエージェンシーに買収された際には関連会社の「満帆ファイナンス」へ出向させられ、ポケットティッシュ配りをしていた。

### その他
屋台の親父
演 - 赤星昇一郎
第1シリーズ第2話から登場。千夏たち行きつけの屋台の親父。
速水君（はやみくん）
演 - 工藤阿須加
第4シリーズに登場。シロクマ急便配達員。ショムニに毎日来ることを知ったまどかたちが退職を思いとどまらせる結果を生んだ人物。

## ゲスト
第1シリーズ / ショムニスペシャル第1弾 / ショムニスペシャル第2弾 / 第2シリーズ / 第3シリーズ / ショムニスペシャル第3弾 / 第4シリーズ
複数話・単話登場の場合は演者名の横の括弧（）内に表記 満帆商事および満帆カンパニー社員は役職名のみ記載。

### 第1シリーズ（1998年）

#### 第1話「女の墓場庶務二課」
遠藤
演 - 吹越満
営業三課に所属する佐和子の当時の先輩社員。佐和子と不倫したのが妻にバレて大目玉を食らい、それがきっかけで彼女はショムニへ左遷された。
遠藤の妻
演 - 水島かおり
遠藤の不倫を知って会社に乗り込んでくる。

#### 第3話「アミダで!? リストラ」
経理課長
演 - 徳井優
梅の当時の上司であり、梅がもし経理課で成功すれば彼女を海外事業部へ転属させようと考えていた。しかし彼女が海外事業部狙いを機に立てた「10％経費削減計画」によってショムニの面々にトイレットペーパーを回収されて経費はかさみ、結局は計画は失敗に終わり、その責任を取らせる形で彼女をショムニへ左遷した。

#### 第4話「愛と肝臓の再検査!!」
小中社長
演 - 平泉成
中小企業「小中建設」社長。

#### 第5話「ご懐妊だが父親不明」
塚原善造
演 - 六平直政
佐和子の父親。とても頑固一徹な性格なため、温和で地味な娘の佐和子とは正反対である。その反面、佐和子を溺愛していて、満帆商事で一番人気ある女性社員だと思っている。
彼が満帆商事に来社時、寺崎達に「総会屋」と勘違いされた。

#### 第6話「今夜はHに全員喪服」
沢田美子
演 - 鷲尾真知子
満帆商事会長（早坂光宗の父）の愛人の1人。
弁護士
演 - 矢島健一
満帆商事会長の遺言状を読み上げる。
沢田光
演 - 三觜要介
満帆商事会長と沢田美子の息子で次期社長候補。サッカー好きな小学生。
千夏にセクハラするが、千夏に諭されてまともになり、千夏と仲良くなる。

#### 第7話「OLの花道寿退社!!」
加々美虎之助
演 - 宇梶剛士
「加々美グループ」専務。加々美家の御曹司。杉田美園の高校の同級生。
杉田のことを慕っていたが、高校時代に恵まれなかった身なりから「ボンレスハム」とからかわれ、相手にされなかった。ボンレス呼ばわりを遺恨に思った彼は、自分の立場を利用して復讐しようとするが千夏に止められる。
千夏は彼に「せこい復讐はしない方がいい、まっとうなやり方で杉田をやりこめなさい」と忠告した。
とよさか
演 - 今福将雄
加々美虎之助のじいや。

#### 第8話「命がけ!! の社内恋愛」
寺崎勝
演 - 京晋佑
「太陽航空」の御曹司。
リエが営む占いの館にやってきた客
演 - IZAM（友情出演）
保険屋のおばさん
演 - 川俣しのぶ

#### 第9話「女子採用はコネのみ」
橘紘子
演 - 小橋めぐみ
満帆商事の入社試験を受けにきた女子大生。だが、寺崎たちに却下されて困惑した彼女はショムニの人々に慰めてもらう。
彼女の特技に気付いた千夏はちょうど行われた会社内骨牌大会に「モンゴル人研修生」と欺いて参加、優勝する。
寺崎は彼女は社員じゃないので無効であると訴えるが、早坂は即採用した。彼女は準優勝である寺崎達に優勝を譲るが、早坂は「今回は優勝チームなしでいいね」と寺崎が手に入れた商品を没収した。
早坂に「ショムニがいいです」と配属先をリクエストするが、寺崎が「あそこはダメだ」と却下して他の部署に配属させた。
石川専務
演 - ト字たかお
満帆商事専務。

#### 第10話「社運をかけた見合い」
加藤頭取
演 - 石田太郎
若葉銀行頭取。
加藤梢
演 - 今村恵子
加藤頭取の娘。

#### 第11話「逆セクハラ総攻撃」
恩田昭二
演 - 鶴田忍
恩田商会社長。スケベじじい。満帆商事の取引相手。

#### 最終話「やっぱり倒産!!」
鮫島亨
演 - 陣内孝則（特別出演）
「鮫島グループ」代表取締役社長。成金。腹黒い性格で自己中心的な金の亡者で乱暴で凶暴で傲慢な独裁者。満帆商事の買収を企んだ男。
ショムニは全員クビ、寺崎たちもリストラの対象となる。彼の陰謀に気付いた千夏は、こっそり早坂社長のハンコと井上課長の遊びハンコを交換して、吸収合併契約を無効にした。
千夏を出来る女と思った彼は「うちにこないか」とスカウトするも、千夏は「面白くないから入らない」と断った。

### ショムニスペシャル第1弾（1998年）
「ショムニスペシャル 社員旅行で結ばれたカップルは一年以内に結婚!? ショムニ最大の敵「満帆奥様会」登場で一生に一度の恋も前途多難…」
早坂サユリ
演 - 野際陽子
早坂の妻で社長夫人・「満帆奥様会」会長で代表で最年長のトップ。実子はいない。夫の早坂が佳奈と愛人関係だとは知らない。
「満帆奥様会」会員
演 - 岡まゆみ
「満帆奥様会」の会員で最年少で副社長夫人。サユリの腰巾着で取り巻きの1人。
赤瀬川友彦
演 - 東根作寿英（FINAL第8話にも出演）
早坂夫婦の甥。あずさの彼氏 → 夫。

### ショムニスペシャル第2弾「新春ドラマスペシャル」（2000年）
「ショムニ 2000年の幕開けにリストラ課長が誘拐!? 開運温泉旅行をかけ企業テロVS最低OL達の闘いが始まる…あのショムニが遂に復活!!」
浅見玲
演 - 大塚寧々
満帆商事の極秘データを他社に売ろうとした社員。

### 第2シリーズ（2000年）

#### 第2話「男の磨き方教えます」
山田一郎
演 - 石黒賢（二役）
容姿や顔が右京にそっくりな男。性格は右京とは正反対で弱気な性格。
順風商事社長
演 - 笹野高史
満帆商事のライバル会社「順風商事株式会社」代表取締役社長。
三ツ星銀行頭取
演 - 沼田爆

#### 第3話「出来る女の切り札は」
永澤秋絵
演 - 細川直美
広告宣伝課社員で出世を目指すキャリアウーマン。
伊集院財団代表
演 - 風見章子

#### 第4話「お局OLの恋愛力!?」
梅林君子
演 - 深浦加奈子
美園の元先輩社員。

#### 第5話「（秘）社内恋愛のススメ」
藤原真司
演 - 近藤芳正
営業四課社員で潔癖症系の男。童貞。三流大学の出で英語をろくに話せない上に恥を知らずに海外事業部への転属を希望。
黒田剛
演 - 小木茂光
「順風商事株式会社」人事部長。

#### 第6話「千夏、秘書になる!?」
中華屋台の親父
演 - 伊藤正之
佃佐平
演 - 二瓶鮫一
レストランのオーナーシェフ。

#### 第7話「会社でダイエット!?」
西山沙織
演 - 中島陽子
経理課社員。
警備員に変装して満帆商事に侵入していた泥棒
演 - おかやまはじめ

#### 第8話「千夏、マジで怒る!!」
二階堂隆
演 - 原田龍二
ハッカー。仕事のためにリエに急接近した男。

#### 第9話「ノーと言える会社員」
和恵
演 - 宮田早苗
寺崎の元妻。満帆商事に来たのは「別の男性と再婚する事を報告」しに来たという。
来意を知らない寺崎は、彼女にいいところを見せようとワダの会社との契約を焦るが、千夏に「焦ったら負けだよ」と忠告される。
寺崎の対応に安心した彼女は、本当の来意を告げてから去った。
ワダミエ
演 - 石井苗子
大企業の副社長。早坂曰く「彼女との契約がうまくいけば、増収になり君は役員になれるかも」というので、寺崎はこの話をすすめようと思った。
ところが彼女の会社はいわゆる「ハゲタカ企業」で、かなり満帆を含めた契約相手に不利な条件で契約させようとするものであった。
それに気づいた千夏に忠告された寺崎は昇進なしを承知の上で契約不履行を彼女に言う。彼女は千夏に対し「あなたの会社は今までにない会社だわ。もう、手を出さないわ」と言った。

#### 第10話「ダメOLが辞める時」
満帆商事が実施した社員適正能力試験の面接官
演 - 金田明夫

#### 第11話「休日出勤は命がけ!?」
井上桜
演 - 山口このみ
井上課長の1人娘で小学生。家庭でも威厳を一切見せない、とても穏やかで優しい父を慕っており、父が休日出勤した日は、父の日だということでわざわざ父に会いに満帆商事までやってきた。気が強くてしっかりしており、父とは性格も正反対である（性格は母親譲りである）。
満帆で梅と出会う。同じ人見知りである事に気付いた梅は彼女を食堂に誘い、お茶を飲ませつつ相談を受けるのであった。

#### 最終話「サヨナラ仲間達!?」
黒川光
演 - 風間トオル
「キングスタービジネス社」代表取締役社長。千夏の幼馴染で元子分。
千夏とは対等、むしろ自分の手中に収めたいと思った彼は、千夏のいる満帆商事を乗っ取る。
彼の工作に気付いた千夏は、（彼の社員となった梅を含めた）満帆元社員とともに彼の会社から満帆商事を取り返す工作を行う。彼は千夏の工作を妨害しようとするが、梅によって工作は成功。
千夏はさらに口説く彼に対して「満帆を乗っ取る会社には入りたくない」「子分のままなら、愛人の一人のポジションにしてあげてもよかったのに」と断った。
中之坊委員長
演 - 山本圭
臨海都市計画委員会委員長。
黒川の会社を視察中、満帆商事を取り返そうとする千夏たちに出会い、佳奈を気に入り満帆商事復活の手助けをする。

### 第3シリーズ「ショムニFINAL」（2002年）

#### 第1話「千夏が寿退社!?」
青山
演 - 石丸謙二郎
人事コンサルタント。満帆商事再建のためにやって来た男。
辞表を書かせるために嘘のヘッドハンティングや不必要な研修の乱発などを使って199人の人間を自主退社させることに成功したかに見えた。しかしその後、全社員が辞表を出す事態となり、困った早坂社長がすべての辞表を撤回した上に社長職を辞任したため計画は失敗に終わり、頭取からは銀行との無期限の取引停止を命じられた。
赤木
演 - 山中聡
牛丼チェーン店の御曹司。青山の指示で佐和子を自主退職させようとする男。
銀行頭取
演 - 中丸新将
200人のリストラ計画を結果的に失敗した青山に激怒し、無期限の取引停止命令を突き付けて去って行った。

#### 第2話「新社長に玉の輿!?」
柳沢誠
演 - 清水章吾
満帆カンパニーの契約先の銀行の頭取。

#### 第3話「昔の女にご用心!」
高見沢玲子
演 - 森口瑤子
海外事業企画開発部社員。右京のニューヨーク市立大学大学院センター時代の同級生。

#### 第4話「夢か男か梅の初恋」
岩田実
演 - 山本耕史
元卓球部員で人事部によってまわされたゴミ回収係の社員。

#### 第5話「満帆査定ボウル!?」
山田専務
演 - 田山涼成
東日本製薬専務。

#### 第6話「VSフクニ歌合戦!?」
君島波子
演 - 宮地雅子
福利厚生二課（通称：フクニ） → 営業一課社員、コーラス部部員。

#### 第7話「遂に美園が寿退社!?」
樋口亮介
演 - 加勢大周
心理カウンセラー。

#### 第8話「エステで夫婦円満」
森口グループ社長
演 - 藤田宗久

#### 第9話「OLデカの迷推理」
榊雅也
演 - 伊集院光
満帆カンパニーに新しく導入された警備システム会社「パーフェクト・セキュリティー社」の営業部社員。実は満帆カンパニーを荒らした張本人。
順風商事社長
演 - 団時朗
満帆カンパニーのライバル会社「順風商事株式会社」代表取締役社長。
森村
演 - 佐々木勝彦
満帆カンパニーの取引先・ABC通信の重役。
建設会社重役
演 - 千本松喜兵衛

#### 第10話「女の価値は男の数」
東山里奈
演 - 有坂来瞳
営業二課社員で新入社員。通称「営業娘。（エームス）」の1人でリーダー格。性格は幼稚かつ我儘で身勝手で非常識な怖い者知らずの勘違い女。合コン営業しかできない若いだけが取り柄で、仕事もろくにできなくて仕事を腰掛け同然にしか思っていない無能な馬鹿女で給料泥棒。その後仕事で取り返しのつかないミスを犯し全ての責任を取らされた形で自業自得だが人員削滅のリストに一番に載せられた。
千夏と同様に「女の価値は男の数で決まる」をモットーとはしているものの、男性に対しては容姿、年齢、ステータス、勤め先などで値踏みして対応や扱いを変えているところがあり、そのことから肝心の男性たちからは本心からの信用が得られずに前述の失敗に繋がったため、千夏からは「アンタたちみたいなお子ちゃまには意味が解っていなかったみたいだねぇ」と痛烈に皮肉られた。
営業二課社員
演 - 山口リエ、及川仲、石橋奈美
上記3名は通称「営業娘。（エームス）」のメンバーたち。

#### 第11話「モテる男の大失態」
山下健二
演 - 井田國彦
「ピースコーポレーション」社員。満帆カンパニーにゲームソフトの契約話を持ってきた男。偽の契約書で右京を納得させた後、自身に有利な契約書と差し替える。しかし、右京や千夏たちの発想により、ゲーム商品のソフト&ハードのセット販売が行われたことで、満帆カンパニーの窮地を救う結果となり、右京にまたしても負けてしまう。

#### 最終話「解散!! 庶務二課」
富田明
演 - 佐野史郎
前川社長の親友で、満帆カンパニー社長代行。青木記者と手を組んで企業横領を計画し、さらに親友・前川を社長職から退陣させて自分が社長になろうと企んでいたが、千夏たちの策略によって、計画が白日の下に晒され、G&S本社からも辞任を迫られた。また、記者会見に出席した人たちは富田によって無期限出勤停止を受けた社員たちであった。
青木記者
演 - 吉田朝
富田と共に満帆カンパニーの信用を失墜させる。
食堂のおばちゃん
演 - 青木和代

### ショムニスペシャル第3弾「ショムニFOREVER」（2003年）
「今夜ついに完結千夏を襲う絶体絶命の危機・女のプライドを賭けたショムニ最後のおつとめ」
織部満
演 - 村田雄浩
満帆カンパニーに立てこもったかなり小心者の元社員。元々は優秀なエリート社員だったが、病弱な妻の代わりに育児休暇を取ったことでショムニ送りとなり、リストラされた。復讐のため、満帆カンパニーを爆破させるために社長室に立てこもる。鞄の中には圧力鍋爆弾と時限式アラームが繋がれており、爆弾は午後5時に爆発するようにセットしていた。その後ショムニの面々によって改心し、家族の元へと帰る。
織部の妻
演 - 木村多江

### 第4シリーズ「ショムニ2013」（2013年）

#### 第1話「復活! 10年ぶりの庶務二課で最強女子坪井千夏が会社斬り」
佐々木業務部長
演 - 大高洋夫
業務部長。詩織の元上司。とても厳格でしっかりした上司だが、自分の部下である詩織を一切育てようとはせず、陸上の他に何の取り柄もなくて必要ないと思いショムニへ左遷する。
医師
演 - 三富健
満帆陸上部コーチ
演 - 大樹
詩織が所属していた満帆陸上部のコーチ。ある時突然陸上部を廃部にする。
高所窓清掃員
演 - 高橋和貴、村上昇

#### 第2話「恋バナいじりで大騒動早くも仲間割れ」
坂巻
演 - 眞島秀和
まどかのマサチューセッツ工科大学時代の先輩。マサチューセッツ工科大学卒業のシステムエンジニア。パソコンを私的に使用する社員が多く困っているのであれば、ネット環境やそれ以外の個人情報を監視するトリプルアイシステムを導入すると、良い方向に改善できると星野に提案する。トリプルアイシステムを共同開発したまどかからプログラムの欠陥を指摘されるも、新しいシステムを開発するには金が必要だと話し、まどかの忠告を聞き入れなかった。

#### 第3話「心がポッキリ! あなたの悩み治します」
三筋社長
演 - 入江雅人
三筋製作所社長。
池田綿十朗
演 - 古舘寛治
「メンタルクリニック」医師。

#### 第4話「今夜は卓球合コン! イマドキ草食斬り」
錦山博之
演 - 高橋光臣
IT事業部課長。前川社長の甥。ショムニの小島美鈴には密かに思いを寄せており、そのため彼女には直筆の手紙を何通も送り付けたが無視されてしまう。
一応前川社長の甥ではあるが、その前川が初登場したFINALには一切登場しておらず、2013にて初登場し、前川の甥である事が明かされた。
青柳亮大
演 - 前川泰之
「Give you&Give needs」代表取締役社長。婚活サイト「マッチング・ラブ」運営会社。

#### 第5話「隠し子発覚! 社内ギャンブル全員クビ」
東山哲夫
演 - 清水厚男
営業部第1課社員。営業本部長候補の一人で、領収書の改ざんで営業本部長候補から外される。
西川譲二
演 - 織田浩
営業部第2課社員。営業本部長候補の一人で、女性社員へのセクシャルハラスメント行為で営業本部長候補から外される。
南田一喜
演 - 窪田圭志
営業部第2課社員。営業本部長候補の一人で、取引企業への過剰すぎる贈り物を渡し、営業本部長候補から外される。
北見一郎
演 - 工藤俊二
営業部第1課社員。営業本部長候補の一人で、営業本部長に昇進。
五十嵐幸一
演 - 飯田基祐
総務部課長。

#### 第6話「新メンバー空気を読めない男が大暴走」
梶山太一
演 - 大倉孝二
営業推進部課長。「CONNECTICUT BURGER」の担当者。下落合の同期。空気が読めない言動でショムニへ左遷される。後にある出来事がきっかけで、営業推進部に復帰する。
ショムニにいた時は本来課長が座るはずである一番前の席に座っていた（課長の存在が無くて課長の席だけが空いていたからである）。
寺内
演 - 小林隆
満帆商事に侵入した泥棒。
スミス
演 - Don Johnson
アメリカのハンバーガーチェーン「CONNECTICUT BURGER」代表取締役社長。

#### 第7話「就職難女子 コネ学生に社内危機一髪」
越智いずみ
演 - 山下リオ
100社以上の入社試験に落ち続けている大学生。麗子の幼馴染で造り酒屋の娘。
四葉光聖
演 - 矢野聖人
満帆商事のインターン研修生。四葉銀行頭取の子息。フランス語が堪能。
本宮里琴
演 - 下宮里穂子
香山悟
演 - 井上尚
上記2名は四葉と同じく満帆商事のインターン研修生。
ロベール社長
演 - Gilles B
満帆商事と取引しているフランス人社長。

#### 第8話「号泣…元カノ現れ、花嫁姿にサヨナラ」
浦川ナルミ
演 - 佐藤江梨子
ブライダル会社「奈良崎グループ」ウェディングプランナー。左門の元彼女。
吉川部長
演 - 長谷川朝晴
「奈良崎グループ」部長。

#### 第9話「容疑者千夏? コスプレ事件に会社危機」
剣崎昴平
演 - 戸次重幸（最終話にも出演）
IT企業「フォローウィンドエージェンシー」代表取締役社長。満帆商事の買収を企む男。船上パーティーを装って満帆商事の買収に成功し、ショムニメンバーや星野・下落合ら正社員を関連会社に出向、経営企画室の面々をショムニへ格下げ異動させる、左門を自分の秘書に就かせるなどの人事を行う。
最終的には価値がなくなった満帆商事の関連会社や満帆商事を売り払った上に全社員を解雇して、次に右京カンパニーの買収に乗り出そうとしていたが、ショムニら満帆商事の社員らと右京の活躍により個人株主の情報をハッキングによって盗んだことを自白した結果、それが映像によって暴露された上、マスコミに知られてしまい失脚に追い込まれ、最後は専務・常務共々警察に逮捕された。
古谷専務
演 - 矢柴俊博（最終話にも出演）
「フォローウィンドエージェンシー」専務。
大河原常務
演 - 佐藤祐基（最終話にも出演）
「フォローウィンドエージェンシー」常務。

#### 最終話「千夏さよなら…どうなる? 庶務二課」
満帆食品工場長
演 - 村松利史
豆腐一課リーダー
演 - 松本じゅん
豆腐一課の社員でリーダー格。豆腐二課に出向させられた千夏たちと敵対する。
豆腐一課社員
演 - 和泉今日子、松山尚子、池浦后子
上記3名は豆腐一課のメンバー。
満帆燃料店員
演 - 江畑浩規
星野と下落合が出向させられたガソリンスタンドである満帆燃料の店員。星野より年が一回り以上下である。
コネチカットバーガー店長
演 - 佐藤みゆき
海外事業部の増口と三次と波田が出向させられたコネチカットバーガーの店長。増口ら3人よりずっと若くして当店の店長である。
剣崎のSP
演 - 上谷健一、三洲悠暉
ハシム
演 - PANDA BYOMKESH
インドに住む大富豪。千夏に一目惚れしており、千夏の行方を捜していた。フォローウィンドエージェンシーによる買収事件の解決後、千夏に結婚を申し込むが、断られてしまった。
ベンジャミン
演 - MANSOUR DIAGNE
ハシムの部下。
サングラスの男
演 - TARUN、KUMUDU PERERA、FUOAD